# Thylacinidae
La famiglia dei Tilacinidi (Thylacinidae Bonaparte, 1838), appartenente all'ordine dei Dasiuromorfi, comprendeva alcuni marsupiali esclusivamente carnivori. Tra tutte le specie che componevano la famiglia, solo una, il tilacino (Thylacinus cynocephalus), è sopravvissuta fino a tempi recenti, sebbene sia ormai estinta già dal 1936. Tutte le altre specie, diffuse solamente in Australia, vissero in epoca preistorica.

## Storia
Il tilacino moderno apparve per la prima volta circa 4 milioni di anni fa. Le specie della famiglia Thylacinidae risalivano ai tempi del Miocene; dagli anni novanta sono stati scoperti almeno 7 fossili nel Queensland. Il tilacino di Dickson (Nimbacinus dicksoni) è il più vecchio di questi fossili e si pensa possa risalire anche a 23 milioni di anni fa. Questo esemplare, inoltre, era di dimensioni più piccole rispetto ai tilacini moderni. La specie più grande, il Thylacinus potens, poteva diventare grande come un lupo e fu l'unica a sopravvivere fino al tardo Miocene.

## Specie
Famiglia Thylacinidae †
- Genere Badjcinus †
  - Badjcinus turnbulli † (Oligocene Inferiore)
- Genere Maximucinus †
  - Maximucinus muirheadae † (Miocene Medio)
- Genere Muribacinus †
  - Muribacinus gadiyuli † (Miocene Medio)
- Genere Mutpuracinus †
  - Mutpuracinus archiboldi † (Miocene Medio)
- Genere Ngamalacinus †
  - Ngamalacinus timmulvaneyi † (Miocene Inferiore)
- Genere Nimbacinus †
  - Nimbacinus dicksoni † (Oligocene Superiore — Miocene Inferiore)
  - Nimbacinus richi † (Miocene Medio)
- Genere Thylacinus †
  - Thylacinus cynocephalus †, noto anche come tilacino (Pliocene Inferiore - 1936)
  - Thylacinus macnessi † (Oligocene Superiore — Miocene Inferiore)
  - Thylacinus megiriani † (Miocene Superiore)
  - Thylacinus potens † (Miocene Inferiore)
  - Thylacinus rostralis †
- Genere Tjarrpecinus †
  - Tjarrpecinus rothi † (Miocene Superiore)
- Genere Wabulacinus †
  - Wabulacinus ridei † (Oligocene Superiore — Miocene Inferiore)